# سیارک ۲۱۵۲۸
سیارک ۲۱۵۲۸ (به انگلیسی: 21528 Chrisfaust، نامگذاری:1998MU33) بیست و یک هزار و پانصد و بیست و هشتمین سیارک کشف شده‌است که در ۲۴ ژوئن ۱۹۹۸ کشف شد.
قدر مطلق سیارک برابر ۱۷.۸ است.